# Oxyde d'europium(II,III)
L'oxyde d'europium(II,III) ou tétroxyde de trieuropium, de formule Eu3O4 ou EuO·Eu2O3, est un oxyde d'europium dans lequel l'europium a une valence mixte : un atome d'europium sur trois a le nombre d'oxydation II et les deux autres III.
L'oxyde d'europium(II,III) est antiferromagnétique à basse température, avec une température de Néel (TN) de 5,0 K. Au-dessus de TN il suit la loi de Curie-Weiss avec une constante de Curie de −5 K.

## Découverte et préparation
L'oxyde d'europium(II,III) est obtenu pour la première fois — mais non identifié — par Eick, Baenziger et Eyring en 1956 en chauffant du sesquioxyde Eu2O3 sous atmosphère réductrice,. L'existence d'un composé de formule Eu3O4 est rapportée pour la première fois par J. Achard en 1960, qui l'obtient en réduisant le sesquioxyde par du graphite,.
En 1962, Bärnighausen et Brauer préparent Eu3O4 en chauffant à 900 °C, sous atmosphère inerte, un mélange équimolaire de EuO et Eu2O3,. En 1966, R. C. Rau prépare de l'oxyde d'europium(II,III) bien cristallisé en chauffant à 1 650 °C, sous atmosphère d'hydrogène, du sesquioxyde Eu2O3 ou de l'hydroxyde Eu(OH)3.